# Comité Latinoamericano de Matemática Educativa
El Comité Latinoamericano de Matemática Educativa (CLAME) es una organización sin fines de lucro que promueve la enseñanza de la matemática en toda América Latina y en todos los ámbitos de la educación (desde la educación básica hasta la educación superior).